# Berve község
Berve község (románul: Comuna Berghin) község Fehér megyében, Romániában. Központja Berve, beosztott falvai Oláhgorbó, Henningfalva és Őregyház.

## Fekvése
Fehér megye északkeleti részén helyezkedik el. Szomszédos községek: északon Mihálcfalva, délen Spring, keleten Székásszabadja, nyugaton Maroscsüged. A DJ107-es megyei úton közelíthető meg.

## Népessége
1850-től a népesség alábbiak szerint alakult:
| Lakosok száma | 3817 | 4636 | 4763 | 5451 | 5607 | 3289 | 2260 | 2169 | 1893 | 1672 |
|               | 1850 | 1880 | 1900 | 1920 | 1941 | 1977 | 1992 | 2002 | 2011 | 2021 |

A 2011-es népszámlálás adatai alapján a község népessége 1893 fő volt, melynek 89,75%-a román, 4,28%-a roma és 1,27%-a német. Vallási hovatartozás szempontjából a lakosság 91,28%-a ortodox 1,16%-a baptista és 1,06%-a ágostai hitvallású evangélikus.

## Nevezetességei
A község területéről a következő épületek szerepelnek a romániai műemlékek jegyzékében:
- a bervei Szent Péter-fatemplom (LMI-kódja AB-II-m-A-00186)
- az oláhgorbói Szent Miklós-fatemplom (AB-II-m-A-00231)

## Híres emberek
- Őregyházán született Ştefan Manciulea(wd) (1894–1985) tanár, történész, irodalomtörténész, görögkatolikus pap